# Estado da Somalilândia
Estado da Somalilândia foi um Estado independente de curta duração no atual território noroeste da Somália, que também ficou conhecido como a autodeclarada República da Somalilândia. Foi o nome assumido pelo antigo protetorado da Somalilândia Britânica nos cinco dias entre a independência do Reino Unido em 26 de junho de 1960 e a união com o Protetorado da Somalilândia, que estava sob administração italiana, em 1 de julho de 1960 para formar a República Somali.